# Olomoucké tvarůžky
Olomoucké tvarůžky (olomoucké syrečky, tvargle of in het Duits: Olmützer Quargel) is een Moravische gerijpte kaassoort, die wordt gemaakt van ontvette melk. Traditioneel is de productie geconcentreerd in de regio Hanna en dat vanaf de 15e eeuw. Tegenwoordig is de productie van de Olomoucké tvarůžky verbonden met de stad Loštice, waar zich tevens een museum gewijd aan de tvarůžky bevindt.

## Geschiedenis
De eerste schriftelijke vermelding komt uit de 15e eeuw, toen de tvarůžky een onderdeel van de voeding van de mensen op het platteland was. De benaming Olomoucké tvarůžky is ontstaan dankzij de markten in Olomouc, waar de tvarůžky werden verhandeld. Het merendeel werd geproduceerd in de omliggende dorpen als selské tvarůžky (boeren-tvarůžky). Het woord tvarůžky komt uit de kaasproductie, waarbij tvaroh (wrongel) een tussenproduct is. In 2010 verkregen de tvarůžky binnen de Europese unie de status van beschermde geografische aanduiding.